# Soul for Real
 (août 2022).
Si vous disposez d'ouvrages ou d'articles de référence ou si vous connaissez des sites web de qualité traitant du thème abordé ici, merci de compléter l'article en donnant les références utiles à sa vérifiabilité et en les liant à la section « Notes et références ».
 (juillet 2022).
La mise en forme du texte ne suit pas les recommandations de Wikipédia : il faut le « wikifier ».
Les points d'amélioration suivants sont les cas les plus fréquents :
- Les titres sont pré-formatés par le logiciel. Ils ne sont ni en capitales, ni en gras.
- Le texte ne doit pas être écrit en capitales (les noms de famille non plus), ni en gras, ni en italique, ni en « petit »…
- Le gras n'est utilisé que pour surligner le titre de l'article dans l'introduction, une seule fois.
- L'italique est rarement utilisé : mots en langue étrangère, titres d'œuvres, noms de bateaux, etc.
- Les citations ne sont pas en italique mais en corps de texte normal. Elles sont entourées par des guillemets français : « et ».
- Les listes à puces sont à éviter, des paragraphes rédigés étant largement préférés. Les tableaux sont à réserver à la présentation de données structurées (résultats, etc.).
- Les appels de note de bas de page (petits chiffres en exposant, introduits par l'outil «  Source ») sont à placer entre la fin de phrase et le point final[comme ça].
- Les liens internes (vers d'autres articles de Wikipédia) sont à choisir avec parcimonie. Créez des liens vers des articles approfondissant le sujet. Les termes génériques sans rapport avec le sujet sont à éviter, ainsi que les répétitions de liens vers un même terme.
- Les liens externes sont à placer uniquement dans une section « Liens externes », à la fin de l'article. Ces liens sont à choisir avec parcimonie suivant les règles définies. Si un lien sert de source à l'article, son insertion dans le texte est à faire par les notes de bas de page.
- La présentation des références doit suivre les conventions bibliographiques. Il est recommandé d'utiliser les modèles {{Ouvrage}}, {{Chapitre}}, {{Article}}, {{Lien web}} et/ou {{Bibliographie}}. Le mode d'édition visuel peut mettre en forme automatiquement les références.
- Insérer une infobox (cadre d'informations à droite) n'est pas obligatoire pour parachever la mise en page.

Pour une aide détaillée, merci de consulter Aide:Wikification.
Si vous pensez que ces points ont été résolus, vous pouvez retirer ce bandeau et améliorer la mise en forme d'un autre article.
Soul for Real, également connu sous le nom de Soul 4 Real et Soul IV Real, est un groupe de R&B trinidado-américain originaire de Wyandanch, un hameau du comté de New York,
Le groupe était surtout connu au milieu des années 1990 pour ses chansons à succès certifiées or Candy Rain et Every Little Thing I Do et son petit hit R&B If You Want It de leur premier album Candy Rain.

## Histoire
Formé en 1992, Soul for Real a signé avec Uptown Records et a sorti son premier album Candy Rain le 28 mars 1995. Produit par Heavy D, le premier single de Candy Rain était la chanson titre de l'album. La chanson a atteint le n ° 1 du Billboard Hot R & B / Hip-Hop Songs et a culminé au n ° 2 du classement Hot 100.
Leur deuxième single, Every Little Thing I Do, a atteint la 11e place du classement Hot R&B/Hip-Hop Songs et la 17e place du classement Hot 100. Un troisième single, If You Want It a atteint la 53e place des charts R&B.
Après une tournée et le succès de leur premier album, le groupe a rapidement commencé à travailler sur leur deuxième album. Le deuxième album de Soul for Real, For Life, a été produit par Sean Combs et sorti le 24 septembre 1996.
L'album a culminé au n° 29 du palmarès Billboard R&B et au n° 119 du Billboard 200 . Il était mené par le single "Never Felt This Way" qui n'a pas été beaucoup diffusé. Cependant, le deuxième single de l'album Love You So a fait beaucoup mieux, culminant au n° 64 sur les Hot R&B / Hip-Hop Songs en 1997.
Restant sous la tutelle de Heavy D, le groupe passe au label indépendant Chrome Dome Records pour leur troisième album, Heat . Après l'échec d'un accord de distribution avec Tommy Boy Music, Warlock Records a repris la distribution et a sorti l'album le 18 mai 1999. L'album n'a pas réussi à se classer et a produit un single, Can't Wait.
En 2003, le groupe forme le label Aljoba Music Group (AMG).
En 2007, Soul For Real a commencé à travailler sur son quatrième album studio provisoirement intitulé The Unknown. Le premier single "One Man" (avec Jadakiss) est sorti plus tard cette année-là.
En 2009, Brian Dalyrimple a été inculpé de 145 chefs d'accusation de fraude d'identité (hypothèque) aggravée, aucun de ses frères n'était impliqué. Après l'arrestation de Brian, les trois autres frères, KD (Andre), Jason "Jase" Oliver et Choc (Chris) sont restés membres du groupe et ont continué en tant que Soul For Real.
En 2012, ils ont annoncé qu'ils étaient en studio pour travailler sur leur quatrième album studio et ont révélé que le titre de l'album était The Evolution: Journey. Ils ont sorti un nouveau single intitulé "Can't Leave U Alone". Cette même année, le plus jeune membre Jase, s'appelait Jase4Real en tant qu'artiste solo.
En 2016, Soul For Real a sorti un nouveau single Love Again et Jase a sorti un single solo intitulé If You Feelin' Like Me (IYFLM) avec une vidéo disponible sur sa chaîne YouTube. L'année suivante, le groupe a sorti la vidéo officielle de "Love Again" et l'a créée sur leur chaîne VEVO. La même année, Jase4Real a également sorti son troisième effort solo If You Feel Like Me: The Mixtape.
En 2019, ils ont sorti deux chansons de vacances Silent Night et Christmas Time is Here.
En 2020, Soul for Real a sorti son premier single en 4 ans, "Love on Me" peu de temps après, Jase a également sorti un nouveau single intitulé "Due Better".
En novembre 2021, Soul for Real a sorti un clip pour son nouveau single intitulé After The Rain, la chanson est en hommage à leur mère décédée au cours de la dernière année, et vous pouvez le voir sur la pochette du single. En décembre de cette même année, After The Rain est sorti sur toutes les plateformes numériques.
En février 2022, Soul for Real a annoncé sur les réseaux sociaux qu'ils apparaîtraient sur TV One's Unsung dont la diffusion est prévue en mars. L'épisode a été diffusé le 6 mars 2022.

## Membres
Le groupe Soul for Real est composé des frères de :
- Christopher Sherman Dalyrimple alias Choc (né le 30 avril 1971),
- Andre "Dre" Lamont Dalyrimple alias KD (né le 4 avril 1974),
- Brian "Bri" Augustus Dalyrimple (né le 14 décembre 1975) et
- Jason "Jase" Oliver Dalyrimple alias Jase4Real (né le 10 mai 1980).

## Discographie

### Albums
| Année | Album                                                                | Classement | Classement | Certifications |
| Année | Album                                                                | U.S.       | U.S. R&B   | Certifications |
| ----- | -------------------------------------------------------------------- | ---------- | ---------- | -------------- |
| 1995  | Candy Rain - Released: March 28, 1995 - Label: Uptown / MCA          | 23         | 5          | - US: Platinum |
| 1996  | For Life - Released: September 24, 1996 - Label: Uptown / Universal  | 119        | 29         |                |
| 1999  | Heat - Released: May 18, 1999 - Label: Chrome Dome / Warlock Records | –          | –          |                |

### Singles
| Année | Single                                              | Chart positions | Chart positions | Chart positions | Chart positions | Chart positions | Certifications   | Album       |
| Année | Single                                              | U.S. Hot        | U.S. R&B        | AUS             | NZ              | UK              | Certifications   | Album       |
| ----- | --------------------------------------------------- | --------------- | --------------- | --------------- | --------------- | --------------- | ---------------- | ----------- |
| 1995  | "Candy Rain"                                        | 2               | 1               | -               | 50              | 23              | - US: Gold       | Candy Rain  |
| 1995  | "Every Little Thing I Do"                           | 17              | 11              | 63              | 28              | 31              | - US: Gold       | Candy Rain  |
| 1995  | "If You Want It"                                    | -               | 53              | -               | -               | -               |                  | Candy Rain  |
| 1996  | "Never Felt This Way"                               | -               | -               | -               | -               | -               |                  | For Life... |
| 1997  | "Love You So"                                       | -               | 64              | -               | -               | -               |                  | For Life... |
| 1999  | "Can't Wait"                                        | -               | -               | -               | -               | -               |                  | Heat        |
| 2007  | "One Man" (featuring Jadakiss)                      | -               | -               | -               | -               | -               | Non-album single |             |
| 2012  | "Can’t Leave U Alone" (featuring Amanda Dalyrimple) | -               | -               | -               | -               | -               | Non-album single |             |
| 2016  | "Love Again"                                        | -               | -               | -               | -               | -               | Non-album single |             |
| 2019  | "Silent Night"                                      | -               | -               | -               | -               | -               | Non-album single |             |
| 2019  | "Christmas Time is Here"                            | -               | -               | -               | -               | -               | Non-album single |             |
| 2020  | "Love On Me"                                        | -               | -               | -               | -               | -               | Non-album single |             |
| 2021  | "After The Rain"                                    | -               | -               | -               | -               | -               |                  |             |

## Récompenses et nominations
| Année | Awards               | Categorie                    | Nomination | Resultat   |
| ----- | -------------------- | ---------------------------- | ---------- | ---------- |
| 1996  | American Music Award | Favorite Soul/R&B New Artist | NC         | Nomination |